# Insegnamento della religione cattolica in Italia
L'insegnamento della religione cattolica in Italia (talvolta abbreviato IRC e comunemente chiamato ora di religione), è un'istituzione del concordato tra la Repubblica Italiana e la Santa Sede.
Prevede che in tutte le scuole italiane siano riservate lezioni settimanali facoltative (un'ora e mezza nella scuola dell'infanzia, due ore nella scuola primaria, e un'ora nella scuola secondaria sia di primo sia di secondo grado) all'insegnamento della religione cattolica. La scelta di seguire o meno tali lezioni viene comunicata all'inizio del ciclo di studi e può essere liberamente modificata in sede di iscrizione agli anni scolastici successivi al primo.
L'insegnamento delle religioni è presente anche in quasi tutti gli altri Paesi europei (ad eccezione di Francia, Repubblica Ceca, e Albania) con diverse modalità (obbligatorio o facoltativo), contenuti (religione cattolica, protestante, ortodossa, musulmana), approcci (culturale, storico, etico).

## Storia
Poco prima dell'unità d'Italia, nel Regno di Sardegna la legge n. 3725 del 13 novembre 1859, promulgata dal ministro della Pubblica Istruzione Gabrio Casati, aveva introdotto, tra le discipline oggetto di istruzione pubblica, anche la religione cattolica. L'insegnamento era obbligatorio per i soli primi due anni delle elementari ed era impartito dal maestro unico. Nelle scuole secondarie l'insegnamento era garantito da un direttore spirituale.
Tuttavia, l'insegnamento non era impartito in una specifica ora di Religione, ma nell'ambito del complessivo programma educativo. Infatti, l'ora vera e propria di Religione fu introdotta solo nel 1929, a seguito del Concordato parte dei Patti Lateranensi.
Il regio decreto n. 4151 del 24 giugno 1860 (“Regolamento per le scuole normali e magistrali degli aspiranti maestri e delle aspiranti maestre”) introduceva l'obbligatorietà dell'insegnamento anche per le scuole magistrali, destinate a formare i futuri maestri. Nelle università furono vietati gli insegnamenti contrari ai principi religiosi.
Le Istruzioni relative ai Programmi del 15 settembre 1860 chiarivano che l'insegnamento della religione cattolica aveva il compito di inculcare nei fanciulli l'idea dell'importanza della "obbedienza [...] verso le Podestà costituite, non già per timore de' castighi, ma per ossequio a quei principi di pubblico interesse, che esse rappresentano e tutelano": sostanzialmente, l'insegnamento della religione cattolica era concepito, da parte dello Stato, come rafforzamento dell'autorità politica.
Il regio decreto 9 novembre 1861, n. 315 (“Regolamento per le scuole normali e magistrali e per gli esami di patente de maestri e delle maestre delle scuole primarie”), indicava come materia di insegnamento “religione e morale” mentre “catechismo e storia sacra” era la prima materia obbligatoria per gli esami, sia scritti che orali.
Nei programmi del regio decreto del 10 ottobre 1867 del ministro Michele Coppino, autore della legge sull'istruzione obbligatoria, l'insegnamento della religione cattolica passava in secondo piano rispetto all'italiano e all'aritmetica, materie considerate essenziali per cementare la recente e precaria unità nazionale, in un Paese largamente analfabetizzato e che da poco aveva introdotto in tutto lo stato il sistema metrico decimale.
All'indomani della breccia di Porta Pia e della fine del potere temporale del Papa, la circolare del 29 settembre 1870 del ministro della Pubblica Istruzione Cesare Correnti stabiliva che l'istruzione religiosa scolastica venisse impartita solo su richiesta dei genitori.
Il 26 gennaio 1873 venivano soppresse le Facoltà teologiche di Stato, che non furono mai più ripristinate. Rimasero in vita solo quelle ecclesiastiche, i cui titoli di studio inizialmente non venivano riconosciuti dallo Stato.
La legge 23 giugno 1877, n. 3918 (esecutiva dal primo gennaio 1878), che regolava il nuovo ordinamento dei licei, dei ginnasi e delle scuole tecniche, abolì la figura del “direttore spirituale” nei licei-ginnasi e nelle scuole tecniche.
Nel 1888 la commissione incaricata dal ministro Paolo Boselli di redigere i nuovi programmi per la scuola elementare, presieduta da Pasquale Villari, concludeva con una relazione del segretario Aristide Gabelli che "lo Stato non può fare, né direttamente né indirettamente una professione di fede, che manchevole per alcuni, sarebbe soverchia per altri" (Relazione a S.M. sulla riforma dei programmi per le scuole elementari del ministro Paolo Boselli). Pertanto nei programmi del 1888 l'insegnamento della religione cattolica fu di fatto soppresso. Infatti il regio decreto 16 febbraio 1888, n. 5292 (“Regolamento unico per l'istruzione elementare”), estendeva la facoltatività dell'insegnamento delle “prime nozioni dei doveri dell'uomo e del cittadino” a tutto il corso d'istruzione elementare a discapito dell'insegnamento della Religione cattolica.
Questa impostazione fu confermata nel 1894 dal ministro Guido Baccelli.
I programmi del 1905, scritti dal filosofo Francesco Orestano, segnavano la definitiva esclusione dell'insegnamento della religione cattolica nelle scuole statali. Tuttavia il decreto 9 ottobre 1895, n. 623 e il regio decreto 6 febbraio 1908, n. 150 confermavano la facoltatività dell'insegnamento religioso, che doveva però essere impartito “a cura dei padri di famiglia che lo hanno richiesto” quando la maggioranza dei consiglieri comunali non decidesse di ordinarlo a carico del Comune.
Il 14 gennaio 1908 veniva approvato a Roma questo ordine del giorno: “Il Consiglio Comunale di Roma fa voti perché Governo e Parlamento, in coerenza alle leggi vigenti, dichiarino esplicitamente estranee alla scuola primaria qualsiasi forma d'insegnamento confessionale”.
La cosiddetta “mozione Bissolati”, dal nome del suo presentatore, il deputato della sinistra post risorgimentale Leonida Bissolati, venne respinta alla Camera con 347 voti contrari e 60 favorevoli.
Nel 1923, durante il governo Mussolini, la riforma Gentile rese obbligatorio l'insegnamento della religione cattolica nelle scuole elementari, con decreto reale del 1º ottobre del 1923, n 2185, del ministro della Pubblica Istruzione Giovanni Gentile. La circolare n. 2 del 5 gennaio 1924 garantiva comunque agli alunni che professavano altre fedi la possibilità di astenersi dall'insegnamento della Religione cattolica.
Con il concordato del 1929 si introduceva e rendeva obbligatoria l'ora di religione anche nelle scuole medie e superiori, quale «fondamento e coronamento dell'istruzione pubblica».
La legge del 5 giugno 1930, n. 824, esecutiva dell'art. 36 del Concordato, stabiliva che "l'insegnamento della religione è conferito per incarico annuale, dal primo ottobre di ogni anno al 30 settembre dell'anno successivo, dal capo dell'istituto, inteso l'ordinario diocesano. L'incarico è affidato a sacerdoti e religiosi approvati dall'autorità ecclesiastica; in via sussidiaria, a laici riconosciuti idonei dall'ordinario diocesano".
Nel 1955 i programmi del ministro della Democrazia Cristiana Giuseppe Ermini assunsero un carattere marcatamente confessionale.
Solo con il Concordato del 1984 venne meno l'obbligatorietà dell'insegnamento. Nelle modifiche concordatarie del 1984 (L.121/1985 di applicazione del concordato) la formula viene trasformata così: «La Repubblica italiana, riconoscendo il valore della cultura religiosa e tenendo conto che i principi del cattolicesimo fanno parte del patrimonio storico del popolo italiano, continuerà ad assicurare, nel quadro delle finalità della scuola, l'insegnamento della religione cattolica nelle scuole pubbliche non universitarie di ogni ordine e grado». Tra la fine degli anni Settanta e gli anni Ottanta, un ampio dibattito si sviluppò nel Paese sulla riforma dell'IRC, con il contributo, talora acceso, di numerosissime personalità e di studiosi di ogni estrazione: tra i contributi di maggiore rilievo, si possono ricordare quelli di Raffaele Laporta, Sergio De Giacinto e Luciano Pazzaglia.
In seguito all’emanazione delle nuove norme concordatarie, furono promulgate dal Ministero della Pubblica Istruzione alcune circolari che limitavano la scelta degli studenti alla frequenza dell’ora di Religione oppure a quella di attività alternative, interpretando l’insegnamento della disciplina come opzionale. Dovettero intervenire due pronunciamenti della Corte Costituzionale per ricondurre la materia nell’alveo della piena facoltatività.
La legge è stata poi applicata attraverso Intese fra lo Stato italiano e le diverse confessioni religiose (L.449/1994, 516 e 517/1988, 101/1989, 116 e 520/1995 con valdesi e metodisti, avventisti, pentecostali, ebrei, battisti e luterani) e, per gli aspetti più strettamente organizzativi, dalle successive Intese fra il Ministero della pubblica istruzione e la Conferenza episcopale italiana (Dpr 751/1985 modificato dal Dpr 202/1990).
Nel 2003 viene approvata la norma che istituisce il primo concorso pubblico interno alla scuola per l'immissione in ruolo di 13.000 insegnanti di religione che avessero esercitato la professione per almeno quattro anni nell'ultimo decennio. Tale concorso permise l'assorbimento di circa il 70% dei 20.000 docenti in forza per tale disciplina. Esso attribuiva alle regioni la facoltà di indire concorsi a cadenza triennale sempre per l'assunzione a tempo indeterminato. A tutela della stabilità occupazionale dei docenti veniva stabilito che, in caso di revoca della licenza da parte dell'ordinario diocesano, il professore di religione potesse diventare di ruolo in un'altra materia fra quelle previste per la classe di laurea in suo possesso. Il concorso del 2003-2004 fu l'unico caso di applicazione della legge 186/03 a cui il 14 dicembre 2020 è seguita la sottoscrizione di un'intesa fra il Ministro della Pubblica Istruzione Azzolina e il cardinale Bassetti per l'indizione di un nuovo bando di concorso nazionale per titoli ed esami finalizzato all'immissione in ruolo dei nuovi docenti della religione cattolica. Il numero di posti disponibili non è stato definito contestualmente.

## Titoli di qualificazione professionale
Gli insegnanti di religione cattolica devono essere in possesso dei requisiti previsti dal DPR 16 dicembre 1985 n. 751: dal DPR 175 del 20/08/2012
4.3. Nelle scuole secondarie di primo e secondo grado l'insegnamento della religione cattolica può essere affidato a chi abbia almeno uno dei seguenti titoli:
a) titolo accademico (laurea, licenza o dottorato) in teologia o nelle altre discipline ecclesiastiche, conferito da una facoltà approvata dalla Santa Sede;
b) attestato di compimento del regolare corso di studi teologici in un Seminario maggiore;
c) diploma accademico di magistero in scienze religiose, rilasciato da un Istituto di scienze religiose approvato dalla Santa Sede;
d) diploma di laurea valido nell'ordinamento italiano, unitamente a un diploma rilasciato da un istituto di scienze religiose riconosciuto dalla Conferenza episcopale italiana.
4.4. Nella scuola materna ed elementare l'insegnamento della religione cattolica può essere impartito, ai sensi del punto 2.6, dagli insegnanti del circolo didattico che abbiano frequentato nel corso degli studi secondari superiori l'insegnamento della
religione cattolica, o comunque siano riconosciuti idonei dall'ordinario diocesano.
Nel caso in cui l'insegnamento della Religione cattolica non venga impartito da un insegnante del circolo didattico, esso può essere affidato:
a) a sacerdoti e diaconi, oppure a religiosi in possesso di qualificazione riconosciuta dalla Conferenza episcopale italiana in attuazione del can. 804, par. 1, del codice di diritto canonico e attestata dall'ordinario diocesano;
b) a chi, fornito di titolo di studio valido per l'insegnamento nelle scuole materne ed elementari, sia in possesso dei requisiti di cui al primo comma del presente punto 4.4; oppure a chi, fornito di altro diploma di scuola secondaria superiore, abbia conseguito almeno un diploma rilasciato da un Istituto di scienze religiose riconosciuto dalla Conferenza episcopale italiana.»
Tali requisiti sono imprescindibili per i docenti con incarico annuale (e a maggior ragione per quelli immessi in ruolo), ma non per i supplenti.
Il 13 febbraio 2019, presso la sede del Ministero dell’Istruzione, dell’Università e della Ricerca, il ministro Bussetti e il cardinale Giuseppe Versaldi hanno sottoscritto un accordo fra Stato e Santa Sede che estende il reciproco riconoscimento dei titoli di studio a tutte le facoltà degli istituti e degli atenei di diritto pontificio. Fino ad allora, lo Stato italiano riconosceva solamente i titoli in Teologia e Sacra Scrittura mediante un apposito decreto del Ministero dell'Istruzione e in accordo con il Concordato. L'accordo prevedeva l'avvio di un tavolo tecnico attuativo.

Attualmente i titoli di studio che permettono l'insegnamento della religione cattolica sono quelli elencati nell'allegato 1 al decreto del ministro dell'istruzione 70/2020:
I titoli validi per l’insegnamento della religione cattolica nelle scuole statali di ogni ordine e grado, ai sensi dell’art. 4.2.3. dell’Intesa del 28 giugno 2012, come risulta dalla parte A dell’elenco trasmesso dalla Conferenza episcopale italiana, sono: a. Baccalaureato e licenza in teologia (con le sue varie specializzazioni); b. Attestato di compimento del Corso di Teologia in un seminario maggiore; c. Laurea magistrale in Scienze Religiose; d. Licenza in Scienze Bibliche o sacra Scrittura; e. Licenza in Scienze dell’Educazione con specializzazione in “Educazione e Religione”; f. Laurea Magistrale in Scienze dell’Educazione con specializzazione in “Pedagogia e didattica della Religione” e in “Catechetica e Pastorale giovanile”; g. Licenza in Missiologia.

## Nomina degli insegnanti
Prima del Concorso per l'immissione in ruolo del 2004, la totalità dei docenti veniva nominata su segnalazione della curia diocesana al dirigente scolastico che normalmente confermava la nomina. Il contratto era annuale e non esisteva uno statuto giuridico di ruolo, al contrario dei docenti delle altre materie.
La legge 186 del 18 luglio 2003 ha previsto l'entrata in ruolo, previo concorso abilitativo, di circa quindicimila insegnanti (su circa venticinquemila complessivi), a copertura di circa il 70% delle ore di insegnamento, rendendo il docente "organicamente inserito nei ruoli della scuola e non più soggetto ai caroselli degli incarichi annuali" (ministro Giuseppe Fioroni, 6 marzo 2007); la nomina del restante 30% è lasciato alla discrezione della curia diocesana e alla conferma del dirigente scolastico. L'autorità diocesana si riserva comunque di revocare l'idoneità dell'insegnante per alcuni gravi motivi, come incapacità didattica o pedagogica, e/o condotta morale non coerente con l'insegnamento.
Il concorso si è svolto a partire dall'aprile 2004 (prove scritte), protraendosi fino a luglio. Erano ammessi i docenti che avessero "prestato continuativamente servizio d'insegnamento della Religione cattolica, per almeno quattro anni scolastici nelle scuole statali o paritarie dall'anno scolastico 1993/1994 all'anno scolastico 2002/2003".
L'immissione in ruolo è stata graduata in tre scaglioni annuali (rispettivamente di 9.229, 3.077 e 3.060 posti), concludendosi nell'estate 2007.

## Numero e composizione del corpo docente
Nell'anno scolastico 2009/10 in Italia vi erano 26.326 insegnanti di religione, con un aumento del 4% rispetto a quelli dell'anno scolastico 2008/2009. Gli insegnanti di ruolo erano 12.446 e i precari 13.880.
Nel corso degli ultimi decenni si è avuta una profonda trasformazione del corpo docente. Se fino a pochi decenni fa gran parte degli insegnanti erano ecclesiastici (sacerdoti, suore, religiosi non sacerdoti) negli ultimi anni la presenza di ecclesiastici si è ridotta.
| Anno scolastico | N      |
| 2023/24         | 16.890 |
| 2009/10         | 26.326 |
| 2008/09         | 25.694 |

| Anno scolastico | Sacerdoti | Religiosi | Religiose | Totale ecclesiastici | laici |
| --------------- | --------- | --------- | --------- | -------------------- | ----- |
| 2013/14         | 8,3       | 0,3       | 1,6       | 10,2                 | 89,8  |
| 2012/13         | 8,7       | 0,3       | 1,6       | 10,6                 | 89,4  |
| 2011/12         | 9,1       | 0,3       | 1,8       | 11,2                 | 88,8  |
| 2010/11         | 9,9       | 0,4       | 1,8       | 12,1                 | 87,9  |
| 2009/10         | 10,5      | 0,3       | 1,8       | 12,6                 | 87,4  |
| 2008/09         | 10,9      | 0,5       | 1,7       | 13,1                 | 86,9  |
| 2007/08         | 11,9      | 0,5       | 1,7       | 14,1                 | 85,9  |
| 2006/07         | 12,3      | 0,5       | 1,8       | 14,6                 | 85,4  |
| 2005/06         | 13,0      | 0,7       | 1,9       | 15,6                 | 84,4  |
| 2004/05         | 13,5      | 0,8       | 2,2       | 16,5                 | 83,5  |
| 2003/04         | 14,9      | 0,9       | 2,3       | 18,2                 | 81,8  |
| 2002/03         | 15,6      | 1,0       | 2,4       | 19,0                 | 81,0  |
| 2001/02         | 16,0      | 1,1       | 2,4       | 19,5                 | 80,5  |
| 2000/01         | 15,7      | 1,0       | 2,7       | 19,4                 | 80,6  |
| 1999/2000       | 17,9      | 1,1       | 2,9       | 21,9                 | 78,1  |
| 1998/99         | 19,6      | 1,1       | 3,1       | 23,8                 | 76,2  |
| 1997/98         | 20,6      | 1,4       | 3,3       | 25,3                 | 74,7  |
| 1996/97         | 23,1      | 1,3       | 3,3       | 27,7                 | 72,3  |
| 1995/96         | 25,9      | 2,2       | 5,6       | 33,7                 | 66,3  |
| 1994/95         | 27,8      | 2,4       | 3,4       | 33,6                 | 66,4  |
| 1993/94         | 29,6      | 3,4       | 3,6       | 36,6                 | 63,4  |

## Trattamento economico
I 25.694 insegnanti di Religione (anno 2008), al pari degli altri insegnanti, sono retribuiti dal MIUR. Il costo annuo a carico dello Stato per la loro retribuzione nel 2008 è stato circa 800 milioni di euro, pari a circa il 2% della spesa complessiva della scuola italiana (circa 42,5 miliardi). Tale spesa ammonta nel totale dei finanziamenti alla Chiesa cattolica in Italia.

## Statuto didattico
Lo statuto didattico dei docenti di Religione cattolica è sostanzialmente ambiguo.
Secondo il cosiddetto "Testo Unico" in materia di istruzione,
(Decreto Legislativo 16 aprile 1994, art. 309.3)
Secondo tale disposizione sembra che il docente di IRC, al pari degli altri insegnanti, possa determinare promozione e bocciatura degli avvalentisi (l'espressione ricorrente in ambito scolastico è che il docente "può alzare la mano" come gli altri docenti in sede di scrutinio).
Tuttavia altre normative sono meno chiare. In particolare l'intesa fra il Ministro della pubblica istruzione e il Presidente della Conferenza episcopale italiana, firmata il 13 giugno 1990, convalidata dal DPR 23 giugno 1990, n. 202 recita al punto 2.7: "Nello scrutinio finale, nel caso in cui la normativa statale richieda una deliberazione da adottarsi a maggioranza, il voto espresso dall'insegnante di religione cattolica, se determinante, diviene un giudizio motivato iscritto a verbale".
Il termine 'espresso' è ambiguo: nello scrutinio il docente IRC deve 'esprimere' un giudizio che deve essere messo a verbale, ma non è chiaro se tale giudizio ha un carattere decisionale e costitutivo della maggioranza oppure no.
La Sentenza n. 5 del 5 gennaio 1994 del TAR Puglia (sezione Lecce) ha stabilito che il giudizio degli insegnanti di religione cattolica iscritto a verbale doveva “mantenere un carattere decisionale e costitutivo della maggioranza”. Dunque è valido per determinare promozione o bocciatura. Sullo stesso tenore la Sentenza del TAR Toscana n. 1089 del 20 dicembre 1999, ribadita dallo stesso TAR per un diverso ricorso con la Sentenza n. 5528 del 3 novembre 2005.
Di parere opposto è la Sentenza n. 780 del 16 ottobre 1996 emessa dalla prima sezione del TAR del Piemonte, per la quale la valutazione espressa dall'insegnante di religione non rientra nel piano del computo effettivo dei voti.
L'ordinanza ministeriale del 21 maggio 2001 n. 90 ha in parte ripreso l'ambiguità del DPR del 1990, stabilendo che nello scrutinio finale "il voto espresso dall'insegnante di religione, se
determinante, diviene un giudizio motivato iscritto a verbale" (37.1). Nell'art 14.2 chiarisce però che "i docenti che svolgono l'insegnamento della religione cattolica partecipano a pieno titolo alle deliberazioni del consiglio di classe concernenti l'attribuzione del credito scolastico agli alunni che si avvalgono di tale insegnamento".
Il ministro Giuseppe Fioroni, con l'ordinanza ministeriale n. 26 del 15 marzo 2007 sembrava aver chiarito definitivamente la questione concedendo all'IRC (e alle materie alternative) pari dignità rispetto alle altre materie: "I docenti che svolgono l'insegnamento della Religione cattolica partecipano a pieno titolo alle deliberazioni del consiglio di classe concernenti l'attribuzione del credito scolastico agli alunni che si avvalgono di tale insegnamento. Analoga posizione compete, in sede di attribuzione del credito scolastico, ai docenti delle attività didattiche e formative alternative all'insegnamento della religione cattolica, limitatamente agli alunni che abbiano seguito le attività medesime" (8.13).
Tuttavia il Tribunale Amministrativo Regionale del Lazio, accogliendo il ricorso di diverse persone ed associazioni laiche e cristiane non cattoliche, con l'ordinanza n. 2408 del 24 maggio 2007 dichiarò invalidi i punti relativi all'IRC presenti nell'ordinanza del ministro Fioroni. A questa ordinanza del TAR fece però seguito l'ordinanza del Consiglio di Stato (di grado superiore al TAR del Lazio) n. 2920 del 12 giugno 2007 che accolse il ricorso del ministro Fioroni.
Nel 2009 però il TAR della regione Lazio, accogliendo ricorsi presentati da associazioni laiche e non cattoliche, con la sentenza n. 7076 del 17 luglio 2009, ha stabilito (come nel 2007) che gli studenti frequentanti l'ora di religione non possono aggiungere crediti formativi al loro curriculum per l'esame di maturità e che agli scrutini gli insegnanti di religione non possono presenziarvi a pieno titolo. Il 12 agosto il ministro Gelmini ha annunciato ricorso al Consiglio di Stato, come fece Fioroni nel 2007.
Il 10 maggio 2010 il Consiglio di Stato ha accolto il ricorso del Ministero della Pubblica Istruzione avverso la sentenza del Tar del Lazio n. 7076 del 2009, pertanto gli studenti frequentanti l'ora di religione vedono ora riconosciuti crediti scolastici derivanti dalla frequenza dell'Insegnamento della Religione Cattolica.
L'art. 6 comma 3 del DPR 122 del 22 giugno 2009, in vigore dal 20 agosto 2009, non ha nulla a che vedere con l'aggiunta di punti di credito scolastico derivanti dall'avvalersi dell'IRC, che era specificamente l'oggetto del ricorso del Ministero al Consiglio di Stato avverso la decisione del TAR del Lazio, perché riguarda la partecipazione alle decisioni riguardanti la determinazione del credito scolastico (all'interno della fascia di oscillazione determinata dal curricolo scolastico) che è lasciata alla discrezionalità del Consiglio di Classe.

## Programma
(Art. 1 Nuovi programmi IRC)
(Art. 2 Nuovi programmi IRC)
Gli insegnanti di religione, come i colleghi delle altre materie, hanno programmi di riferimento, pubblici e approvati dall'autorità scolastica. Recentemente, in accordo con l'avvio della riforma Moratti, sono stati approvati e sono entrati in vigore precisi Obiettivi Specifici di Apprendimento (OSA) per il ciclo primario e la secondaria di primo grado. Ad essi devono fare riferimento anche i libri di testo.

## Idoneità diocesana
Nel 1991 la Conferenza Episcopale Italiana ha dichiarato:
(CEI, Insegnare religione cattolica oggi, 1991,, n. 22)
In altre parole, la venia docendi (permesso di insegnare) non è un esame di abilitazione all'insegnamento che si limita a verificare il possesso delle conoscenze necessarie per la professione. L'autorizzazione del vescovo diocesano è necessaria per potere insegnare nelle scuole pubbliche di ogni ordine e grado.
Più nello specifico, il Codice di diritto canonico del 1983 (vigente) afferma:
(Canone 804 § 1)
Rispetto al suddetto canone, nel '91 la CEI ha pubblicato le direttive in merito alla valutazione di idoneità da parte dell'Ordinario diocesano:
- per quanto riguarda la conoscenza obiettiva e completa dei contenuti della rivelazione cristiana e della dottrina della Chiesa, l'Ordinario si accerta che il richiedente abbia acquisito la formazione adeguata per adempiere nel modo dovuto l'incarico cui aspira, mediante il raggiungimento con merito dei profili di qualificazione previsti dalla normativa vigente.
- per quanto riguarda l'abilità pedagogica, l'Ordinario si accerta che nel corso degli studi il candidato abbia curato anche la sua preparazione pedagogica (p. es., avendo seguito il curriculum pedagogico-didattico negli Istituti di Scienze Religiose), e determina l'ordine, grado e indirizzo scolastico in cui più fruttuosamente l'insegnante può esercitare la sua funzione sulla scorta della valutazione delle sue esperienze di servizio educativo, scolastiche e/o ecclesiali, e di eventuali colloqui e prove.
- per quanto riguarda la testimonianza di vita cristiana, l'Ordinario, oltre a verificare che non risultino da parte del candidato comportamenti pubblici e notori in contrasto con la morale cattolica, si accerta che il medesimo viva coerentemente la fede professata, nel quadro di una responsabile comunione ecclesiale.»

(Assemblea generale della CEI, Criteri per il riconoscimento dell'idoneità all'insegnamento della religione cattolica nelle scuole pubbliche, 25 maggio 1991)

## Possibilità di non avvalersi
Per gli studenti che non intendano frequentare l'ora di religione esiste la possibilità di non avvalersene, scegliendo una delle possibilità che ogni scuola deve offrire:
1. attività didattiche e formative (i cosiddetti "insegnamenti alternativi"[33]);
2. studio individuale assistito[34];
3. studio individuale libero[35];
4. uscita dall'edificio scolastico[36] (eccezion fatta per gli alunni delle scuole materne comunali, i quali hanno solo la possibilità di non avvalersi dell'IRC).

Le attività dei non avvalentisi hanno pari dignità di quelle degli avvalentisi.
Sullo stato dei non avvalentisi, dalla firma del Concordato del 1984 e per i successivi cinque anni la disputa giuridica ruotò attorno al tema della opzionalità oppure della facoltatività dell'insegnamento della religione cattolica. Una corrente di pensiero reputava che i non avvalentisi fossero tenuti in alternativa a frequentare delle attività organizzate dalla scuola, e pertanto non fosse loro concesso uscire dall'edificio scolastico. In contrapposizione, un'altra sosteneva che si trattasse di un insegnamento del tutto facoltativo, e quindi coloro che sceglievano di non seguirlo erano esonerati dalla frequenza. La controversia fu risolta dalla sentenza n. 203 emessa l'11 aprile 1989 dalla Corte Costituzionale, secondo cui lo studente che non si avvale è in uno stato di «non obbligo», e perciò non deve forzatamente frequentare attività alternative.

### Statistiche
Il Ministero dell'Istruzione, dell'Università e della Ricerca elabora i dati sull'adesione all'insegnamento della religione cattolica, prendendo a campione una percentuale di istituti, ma non li rende disponibili. Pertanto le statistiche di pubblico dominio sono solo di provenienza cattolica e non coprono tutto il territorio nazionale.
Gli ultimi dati noti del ministero, del 2005, parlano di una media nazionale del 93%, che per le superiori scende all'87%.
Ogni anno anche la Conferenza Episcopale Italiana, in collaborazione con l'Osservatorio Socio-Religioso Triveneto, procede ad elaborare delle statistiche sull'adesione degli studenti all'ora di religione. I dati vengono elaborati sulla base dei questionari compilati dalle diocesi italiane.
Secondo le statistiche della Conferenza Episcopale Italiana negli ultimi anni il numero degli studenti "avvalentisi", come vengono tecnicamente chiamati, è in leggero e costante calo, a causa della secolarizzazione della società e alla crescente presenza di studenti stranieri. Nel 2008/09, è stato calcolato un numero di circa 700.000 studenti "non avvalentisi".
Nell'anno scolastico 2013/2014, avevano partecipato allo studio 194 delle 223 diocesi italiane. Mancano all'appello le diocesi di L'Aquila, Acerenza, Tricarico, Lungro, Mileto, San Marco Argentano, Amalfi, Ariano Irpino, Cava de' Tirreni, Sessa Aurunca, Teano, Vallo della Lucania, Montecassino, Palestrina, Pavia, Fano, Jesi, Loreto, Macerata, San Benedetto del Tronto, Andria, Castellaneta, Trani, Ales, Alghero, Nicosia, Noto, Grosseto e Orvieto. Inoltre 7 diocesi hanno presentato dati non analitici ma riassuntivi, Campobasso, Tursi, Ischia, Sora, Iglesias, Caltagirone e Palermo. Le diocesi di Bari e Chioggia hanno confermato i dati pregressi; la diocesi di Alessandria ha confermato i dati dell'anno scolastico 2012/2013 per le scuole secondarie, mentre per le scuole dell'infanzia e le primarie i dati sono dell'anno 2013/2014. Le diocesi italiane sono 226 ma Montevergine, Subiaco e Monte Oliveto Maggiore non hanno scuole.
Il raffronto tra i dati anno per anno può essere non pienamente corrispondente in ragione della mutabilità del campione. Infatti le diocesi che forniscono i dati cambiano leggermente ogni anno.
Gli ultimi dati disponibili, quelli dell'anno scolastico 2014/2015, sono stati invece pubblicati dalla rivista Tuttoscuola e, per la prima volta, sono stati elaborati sulla base delle statistiche del Ministero dell'istruzione, dell'università e della ricerca e non sui questionari che la Conferenza Episcopale Italiana invia alle diocesi.
| Anno scolastico | Totale | Infanzia | Primaria | Secondaria di I grado | Secondaria di II grado |
| --------------- | ------ | -------- | -------- | --------------------- | ---------------------- |
| 2015/16         | 88,5   | 91,7     | 91,9     | 90,3                  | 81,6                   |
| 2014/15         | 87,9   | 91,3     | 92,3     | 89,9                  | 80,7                   |
| 2013/14         | 88,5   | 90,8     | 92,3     | 90,2                  | 82,0                   |
| 2012/13         | 88,9   | 91,0     | 92,9     | 90,4                  | 82,1                   |
| 2011/12         | 89,3   | 91,6     | 93,1     | 90,9                  | 83,0                   |
| 2010/11         | 89,8   | 91,5     | 93,4     | 91,3                  | 83,7                   |
| 2009/10         | 90,0   | 92,5     | 93,7     | 91,6                  | 83,5                   |
| 2008/09         | 91,0   | 93,2     | 94,2     | 92,7                  | 85,3                   |
| 2007/08         | 91,1   | 94,1     | 94,6     | 92,7                  | 84,5                   |
| 2006/07         | 91,2   | 94,5     | 94,6     | 92,9                  | 84,6                   |
| 2005/06         | 91,6   | 94,7     | 95,2     | 93,1                  | 85,0                   |
| 2004/05         | 91,8   | 95,1     | 95,5     | 93,2                  | 85,3                   |
| 2003/04         | 92,7   | 96,4     | 95,8     | 94,1                  | 86,5                   |
| 2002/03         | 93,0   | 95,8     | 96,0     | 94,3                  | 87,5                   |
| 2001/02         | 93,2   | 96,3     | 96,4     | 94,7                  | 87,6                   |
| 2000/01         | 93,6   | 96,8     | 96,8     | 95,1                  | 88,1                   |
| 1999/2000       | 92,9   | 96,7     | 96,5     | 94,9                  | 86,7                   |
| 1998/99         | 93,4   | 96,7     | 96,9     | 95,1                  | 87,5                   |
| 1997/98         | 93,6   | 96,7     | 97,0     | 95,6                  | 88,2                   |
| 1996/97         | 93,7   | 96,5     | 96,8     | 95,7                  | 88,1                   |
| 1995/96         | 93,9   | 97,0     | 97,3     | 95,6                  | 88,8                   |
| 1994/95         | 94,4   | 96,5     | 97,2     | 96,0                  | 90,3                   |
| 1993/94         | 93,5   | 96,6     | 96,3     | 95,4                  | 88,6                   |

| Anno    | Italia | Tosc. | Em. R. | Piem. | Lig. | Lomb. | Triven. | Lazio | Marche | Umbria | Sard. | Abr. Mol. | Sic. | Cal. | Basil. | Puglia | Camp. |
| ------- | ------ | ----- | ------ | ----- | ---- | ----- | ------- | ----- | ------ | ------ | ----- | --------- | ---- | ---- | ------ | ------ | ----- |
| 2014/15 | 12,1   | 21,2  | 21,0   | 19,3  | 18,8 | 17,8  | 15,0    | 10,5  | 10,4   | 9,4    | 6,2   | 5,2       | 3,0  | 2,3  | 2,2    | 2,1    | 1,8   |
| 2013/14 | 11,5   | 20,7  | 19,6   | 18,8  | 18,4 | 17,7  | 14,9    | 10,9  | 10,6   | 9,1    | 6,1   | 4,8       | 2,9  | 2,3  | 2,2    | 2,0    | 1,7   |
| 2012/13 | 11,1   | 20,2  | 19,6   | 18,3  | 16,7 | 17,5  | 14,2    | 10,7  | 9,9    | 9,4    | 6,1   | 5,0       | 2,9  | 2,1  | 2,0    | 2,0    | 1,5   |
| 2011/12 | 10,7   | 19,6  | 19,4   | 18,1  | 16,2 | 16,9  | 13,5    | 10,5  | 9,5    | 8,6    | 6,3   | 4,8       | 3,0  | 2,0  | 1,7    | 1,8    | 1,6   |
| 2010/11 | 10,2   | 19,3  | 20,1   | 17,1  | 15,7 | 16,6  | 13,1    | 9,5   | 9,3    | 8,3    | 5,9   | 4,6       | 2,7  | 2,1  | 1,6    | 1,8    | 1,5   |
| 2009/10 | 10,0   | 19,0  | 18,0   | 16,8  | 14,8 | 16,4  | 12,6    | 9,2   | 8,8    | 8,0    | 6,0   | 4,8       | 2,7  | 1,9  | 1,6    | 1,7    | 1,4   |
| 2008/09 | 9,0    | 18,3  | 16,6   | 16,3  | 14,2 | 15,7  | 12,1    | 7,9   | 7,9    | 7,7    | 6,0   | 4,3       | 2,4  | 1,7  | 1,5    | 1,6    | 1,5   |
| 2007/08 | 8,9    | 17,8  | 15,9   | 16,0  | 14,2 | 15,3  | 11,8    | 8,2   | 7,1    | 7,5    | 5,6   | 3,8       | 2,4  | 1,7  | 1,4    | 1,5    | 1,3   |
| 2006/07 | 8,8    | 17,6  | 16,3   | 15,7  | 13,4 | 14,7  | 11,1    | 7,9   | 7,1    | 7,0    | 6,1   | 3,6       | 2,5  | 1,7  | 1,4    | 1,5    | 1,3   |

Il numero di studenti che non si avvalgono dell'IRC è maggiore negli istituti professionali, nei grandi centri urbani e nel centro-nord del paese, e le punte maggiori si registrano in Toscana, Emilia-Romagna e Piemonte.
La normativa prevede che l'ora di Religione dev'essere erogata in ogni classe anche se scelta da un solo studente. In linea teorica questo impedirebbe eventualmente l'accorpamento di più classi con pochi studenti avvalentisi, che permetterebbe una riduzione dei costi per lo stato. Di fatto però negli istituti scolastici di grado inferiore vengono accorpate le classi con pochi studenti avvalentisi (avvalentisi classe A + avvalentisi classe B fanno lezione di religione, mentre i rimanenti delle due classi compiono attività alternativa), evitando inutili sprechi.

## Attività alternative all'insegnamento della religione cattolica
L'insegnamento della religione cattolica è facoltativo, ma si distingue in modo sostanziale dagli insegnamenti opzionali e aggiuntivi previsti dall'autonomia scolastica. Infatti tale insegnamento è facoltativo per gli alunni, ma non per lo Stato, in base al Concordato. La collocazione oraria dell'ora di religione non deve essere sempre posizionata alla prima o all'ultima ora per permettere l'uscita anticipata o l'ingresso posticipato da parte degli alunni che non intendono avvalersene, ma deve essere elaborata al pari dell'orario di tutti gli altri insegnanti curricolari (quindi prevedendo anche la sua attuazione nelle ore centrali dell'orario). Questo affinché non venga attuato alcun trattamento che discrimini gli alunni che frequentano o non frequentano l'ora di religione
Per questo motivo il Ministero dell'Istruzione ha disposto che gli alunni che non seguono religione hanno il diritto di frequentare attività alternative. Tali attività devono essere didattiche e formative, pur escludendo da esse le attività curricolari comuni a tutti gli alunni. Le istituzioni scolastiche hanno l'obbligo di fornire l'insegnamento dell'ora alternativa alla religione cattolica.
I temi di insegnamento da svolgere durante l'ora di attività alternative deve essere legato all'approfondimento di quelle parti dei programmi più strettamente attinenti ai valori della vita e della convivenza civile, all'approfondimento di quelle parti dei programmi di storia e di educazione civica più strettamente attinenti alle tematiche relative ai valori fondamentali della vita e della convivenza civile e devono concorrere al processo formativo della personalità degli alunni.
I docenti di attività alternative, alla pari con i loro colleghi di religione, partecipano a pieno titolo ai consigli di classe concernenti l'attribuzione del credito scolastico e agli scrutini, si esprimono sull'interesse manifestato e sul profitto raggiunto dagli alunni che essi seguono. Gli insegnanti di attività alternative possono essere scelti tra quelli interni alla scuola o appositamente assunti e la loro attività di insegnamento è valutabile nelle graduatorie di circolo e istituto. Gli insegnanti di attività alternative hanno dunque un ruolo equiparato a quello svolto da tutti gli altri insegnanti, anche se tale dignità è stata ottenuta dopo una serie di battaglie legali che di fatto hanno annullato le precedenti discriminazioni.
Ai docenti di attività alternative non è possibile svolgere il programma di una materia curricolare, in quanto determinerebbe una discriminazione per chi frequenta IRC. Egli potrà comunque approfondire aspetti di una materia curricolare esterni al programma o trattare la materia con obiettivi didattici diversi. Questa modalità, infatti, non solo non svantaggia in alcun modo chi si avvale dell’IRC ma è anche indicata da circolari ministeriali (si veda ad esempio l'art. 2 della Circolare Ministeriale n. 368 del 20/12/1985, l'art.4 del D.P.R. del 31/03/1974, n.416, e l'allegato B alla Circolare Ministeriale n.131 del 3/05/1986).

## Insegnamento della Religione nelle scuole pubbliche in Europa
L'insegnamento delle religioni nelle scuole pubbliche è presente in quasi tutti gli altri paesi europei (è assente solo in Francia, Repubblica Ceca, Slovenia e Albania) con diverse modalità (obbligatorio o facoltativo), contenuti confessionali (buddismo, cristianesimo, ebraismo, islam, comparazione fra religioni), approcci (storico, etico, para-catechistico, aconfessionale).
| Paese           | Normativa | Modalità | Confessione di riferimento | Materia alternativa                                       | Statuto dell'insegnante                                                                   | Note |
| --------------- | --- | --- | --- | --------------------------------------------------------- | ----------------------------------------------------------------------------------------- | --- |
| Austria         | BGBL 190/1949; modificato da BGBL 329/1988 | obbligatoria con facoltà di esonero | cattolica | nessuna                                                   | statale con idoneità ecclesiastica                                                        | - |
| Belgio          | leggi nel 1959; 1988; 1997 | obbligatoria con scelta alternativa | cattolica, ebraica, ortodossa, islamica, protestante                                                                                            | etica non confessionale                                   | regionale con idoneità ecclesiastica o statale                                            | maggioranza (60%) di insegnamento cattolico |
| Cipro           | art. 110 della costituzione; legge 12/1965 | obbligatoria con facoltà di esonero | ortodossa | nessuna                                                   | statale con idoneità ecclesiastica                                                        | - |
| Danimarca       | leggi statali | obbligatoria con facoltà di esonero | insegnamento non confessionale | nessuna                                                   | statale con laurea teologica statale                                                      | - |
| Estonia         | legge del 1993 | obbligatoria con facoltà di esonero | insegnamento cristiano ecumenico | religioni comparate                                       | statale                                                                                   | - |
| Finlandia       | legge del 2003 | obbligatoria con facoltà di esonero | insegnamento protestante luterano | etica                                                     | statale                                                                                   | - |
| Francia         | - | nessuna; Alsazia-Lorena: cattolica | cattolica in Alsazia-Lorena | nessuna                                                   | statale in Alsazia-Lorena                                                                 | - |
| Germania        | costituzione del 1949; legislazione affidata ai singoli stati federali (Länder) in collaborazione con le comunità religiose; in alcuni stati, concordati tra stato e comunità religiose | diritto alla partecipazione all'insegnamento, se questo è offerto e se la partecipazione non è in contrasto con il volere della comunità religiosa responsabile; in alcuni stati, partecipazione obbligatoria con facoltà di esonero | una qualsiasi delle religioni praticate sul territorio federale (attualmente sono offerti insegnamenti buddisti, cristiani, ebraici e islamici) | etica, filosofia, "Lebenskunde" (cognizioni di vita)      | statale con giuramento alla costituzione e abilitazione della relativa comunità religiosa | Eccezione: Brema non riconosce la collaborazione costituzionale fra stato e comunità religiose e impartisce un insegnamento statale obbligatorio (con facoltà di esonero) di "Storia della Bibbia"; in alcune scuole anche "Principi Islamici", etica o filosofia |
| Grecia          | costituzione 1975 | obbligatoria con facoltà di esonero | ortodossa | nessuna                                                   | statale con studi teologici statali                                                       | - |
| Irlanda         | art. 42 della costituzione | facoltativa | cattolica | nessuna                                                   | abilitazione e idoneità ecclesiastica                                                     | - |
| Italia          | nuovo concordato 1984; dpr 751/1985 | facoltativa | cattolica | ora alternativa; studio assistito; studio libero; nessuna | statale con abilitazione e idoneità ecclesiastica                                         | - |
| Lettonia        | legge 1995; accordo 25/10/2002 | opzionale | luterana, cattolica, ortodossa, battista, ebraica                                                                                               | etica                                                     | idoneità ecclesiastica                                                                    | - |
| Lussemburgo     | intesa 1997 | opzionale | luterana, cattolica, calvinista | etica                                                     | idoneità ecclesiastica                                                                    | - |
| Malta           | legge 1991; accordo del 25/3/1995 | obbligatoria con facoltà di esonero | cattolica | nessuna                                                   | idoneità ecclesiastica                                                                    | - |
| Paesi Bassi     | leggi statali; riforma 1999 | obbligatoria | non confessionale | nessuna                                                   | -                                                                                         | - |
| Polonia         | concordato; legge 15/3/1998 | opzionale | cattolica, protestante, ortodossa, ebraica | etica                                                     | idoneità ecclesiastica                                                                    | - |
| Portogallo      | concordato 1940; 1975 | opzionale | cattolica | etica                                                     | idoneità ecclesiastica                                                                    | - |
| Regno Unito     | Education Act 1944; 1988 | obbligatoria con facoltà di esonero | insegnamento comparativo con priorità alla tradizione cristiana                                                                                 | nessuna                                                   | statale con studi teologici statali                                                       | Nel Regno Unito, l'Istruzione Religiosa è denominata Educazione Religiosa. L'educazione religiosa è strutturata in modo diverso in ciascuno dei quattro paesi all'interno del Regno Unito. In Inghilterra, l'Educazione Religiosa occupa una posizione insolita nel curriculum. Questo perché l'Educazione Religiosa fa parte del 'Curriculum Base' e non fa parte del 'Curriculum Nazionale'. Sin dai tempi dell'Elementary Education Act 1870, è stata inclusa una clausola legale per consentire ai genitori di allontanare i propri alunni, per qualsiasi motivo, dalle lezioni di educazione religiosa. In Inghilterra, la legislazione più recente in materia di educazione religiosa è l'Education Reform Act 1988. Questa legge ha stabilito che ogni autorità locale deve creare un programma che contenga gli obiettivi e il contenuto delle lezioni di educazione religiosa. Un ente locale deve organizzare uno Standing Advisory Council on Religious Education [In inglese, l'abbreviazione SACRE è comunemente usata], che coinvolge rappresentanti delle comunità religiose locali, insegnanti e la stessa autorità locale. Ci sono poche indicazioni del governo su ciò che un'autorità locale e un Consiglio consultivo permanente sull'istruzione religiosa devono includere nel loro programma, tuttavia l'Education Reform Act 1988 chiarisce che un programma deve "riflettere il fatto che le tradizioni religiose in Gran Bretagna sono nel principale cristiano pur tenendo conto dell'insegnamento e delle pratiche delle altre principali religioni rappresentate in Gran Bretagna. L'Academies Act 2010 ha introdotto le accademie in Inghilterra. Le accademie sono finanziate dallo stato, ma rimangono al di fuori del controllo degli enti locali. Sebbene i dirigenti dell'accademia possano scegliere di continuare a seguire il programma concordato a livello locale per la loro area, non vi è alcun obbligo legale per loro di farlo. Tra il 2017 e il 2020, un progetto dell'Università di Birmingham ha esaminato le prospettive personali e le convinzioni professionali degli insegnanti di educazione religiosa in Inghilterra. Ci sono stati quattro risultati principali nel rapporto finale di questo progetto, basato su 30 interviste e 314 intervistati. In primo luogo, sono state trovate visioni del mondo personali per informare il punto di vista degli insegnanti di educazione religiosa su quale dovrebbe essere la materia, supportando la loro motivazione a insegnare la materia. Storicamente c'è stato un dibattito sul fatto che gli insegnanti di educazione religiosa dovessero sforzarsi di essere neutrali o imparziali in classe; tuttavia, questo risultato suggerisce che una tale posizione potrebbe non essere affatto desiderabile per l'insegnante di educazione religiosa. Il rapporto specifica inoltre che è stato costantemente riscontrato che gli insegnanti di educazione religiosa hanno opinioni eque e tolleranti di altre religioni e visioni del mondo. C'è stato un forte accordo tra gli insegnanti di educazione religiosa inclusi nel campione sul fatto che l'educazione religiosa contribuisce allo sviluppo del carattere, con il 97,7% degli insegnanti di IR fortemente d'accordo o d'accordo con questo sentimento. Gli insegnanti di educazione religiosa con una fede religiosa erano più propensi a pensare che le religioni stesse promuovessero il buon carattere. In un articolo di giornale pubblicato in seguito, sono state individuate anche differenze nel modo in cui gli insegnanti delle scuole religiose e non religiose affrontano la conoscenza e la comprensione virtuali. |
| Repubblica Ceca | - | nessuna | - | -                                                         | -                                                                                         | discussione sull'introduzione |
| Slovacchia      | legge 14/11/2000 | opzionale | cattolica | etica                                                     | idoneità ecclesiastica                                                                    | - |
| Slovenia        | legge 2004-8005/15678-E del 20 maggio 2004 | opzionale | cattolica | etica                                                     | -                                                                                         | - |
| Spagna          | costituzione 1978; concordato 1979 | opzionale | cattolica, protestante, ebraica, islamica | nessuna                                                   | idoneità ecclesiastica                                                                    | - |
| Svezia          | leggi statali 2000 | obbligatoria | approccio 'oggettivo' | nessuna                                                   | statale con studi teologici statali                                                       | - |
| Ungheria        | legge 79/1992; 4/1990 | opzionale | religioni tradizionali | nessuna                                                   | idoneità ecclesiastica                                                                    | - |

## Controversie
L'IRC è oggetto di controversie:
- da parte cattolica, ma anche da parte di alcuni esponenti laici (vedi in particolare Umberto Eco[58]), la conoscenza della Bibbia e del cattolicesimo è ritenuta opportuna per conoscere una parte integrante del patrimonio storico, culturale, artistico dell'Italia; tale insegnamento ha diversi contenuti confessionali, ma le finalità sono quelle proprie della scuola;
- da parte laica,[59] ma anche da alcuni ambienti religiosi, è ritenuta in contrasto con la laicità costituzionale della Repubblica Italiana e dunque della scuola pubblica, in quanto insegnamento di parte. La Tavola Valdese, in particolare, è convinta che l'educazione e la formazione religiosa della gioventù siano di specifica competenza delle famiglie e delle Chiese e non vada svolto l'insegnamento di catechesi o di dottrina religiosa o pratiche di culto nelle scuole pubbliche o gestite dallo Stato[60].

Il fatto che gli insegnanti siano formati e scelti a insindacabile giudizio dell'autorità religiosa (i docenti a tempo indeterminato devono superare anche un pubblico concorso), come prevede l'Intesa tra Stato Italiano e Conferenza Episcopale Italiana, ma retribuiti dallo Stato italiano è oggetto di molte critiche da parte di chi lo ritiene incompatibile con il principio della separazione tra Chiesa e Stato e di laicità dello Stato. Inoltre la nomina da parte dell'autorità religiosa favorisce gli insegnanti di fede cattolica violando i principi di uguaglianza e antidiscriminazione sul lavoro in funzione della fede dell'individuo. D'altro canto in Italia attualmente non è possibile applicare una soluzione completamente statalista, come per esempio accade in Germania e nel Regno Unito, che preveda l'inserimento di normali insegnanti 'statali' laureati in teologia: le facoltà teologiche statali italiane furono soppresse con la Legge Imbriani del 16 febbraio 1861 e da allora mai più ripristinate.
In seguito alla cosiddetta Riforma Gelmini, che introduce numerosi tagli sia del personale docente sia del personale tecnico della scuola pubblica italiana, secondo il dossier annuale pubblicato dal Ministero dell'Istruzione, dal titolo La scuola statale: Sintesi dei dati, anno scolastico 2009/2010 una delle poche voci che cresce è quella del numero degli insegnanti di Religione, secondo quanto pubblicato dal quotidiano La Repubblica e dal quindicinale La Tecnica della Scuola (che ospita anche un comunicato stampa di segno opposto da parte del Sindacato nazionale degli insegnanti di religione), un dato in netta controtendenza col taglio delle classi e dei docenti. In realtà il numero degli idr rimane sostanzialmente lo stesso in quanto nella Secondaria di primo e secondo grado gli insegnanti hanno una sola ora di insegnamento settimanale per classe. La citata diminuzione del numero di insegnanti riguarda nella maggior parte dei casi gli insegnanti di lettere che erano occupati nelle classi per molte meno ore delle 18, completando l'orario con compresenze o stando a disposizione per eventuali supplenze. La nuova norma ha richiesto la cattedra ad orario pieno anche per gli insegnanti di lettere, tagliando in tal modo molte cattedre.
Nell'anno scolastico 2009-10, ai circa 13.880 professori di ruolo si aggiungono i 12.446 professori precari, per un totale di 26.326; in prospettiva, la scuola italiana sarà oggetto di enormi tagli: nel triennio 2009/2012 spariranno 133 000 cattedre, e circa 37.000 alunni in più sono stati ridistribuiti con 4.000 classi in meno.